# Sinfonietta (Britten)
La Sinfonietta es una sinfonía de Benjamin Britten para diez instrumentos o pequeña orquesta, compuesta en 1932, a los 18 años, mientras estudiaba en el Royal College of Music. Se presentó por primera vez en 1933 en The Ballet Club de Londres, dirigida por Iris Lemare. Fue publicada como su Op. 1 y dedicada a su maestro Frank Bridge.

## Instrumentación
La obra está compuesta originalmente para cinco instrumentos de viento y cinco de cuerda: flauta, oboe, clarinete, fagot, trompa, dos violines, viola, violonchelo y contrabajo. En febrero de 1936, Britten revisó la partitura para una pequeña orquesta de cámara con dos trompas y una pequeña sección de cuerdas, que se interpretó solo una vez en su vida. Esta versión está disponible para alquilar en Boosey and Hawkes.

## Movimientos
Una ejecución típica dura unos 15 minutos. Tiene tres movimientos:
1. Poco presto ed agitato
2. Variaciones, andante lento
3. Tarantela

El primer movimiento es en forma de sonata. El escritor, editor y amigo de Britten, Erwin Stein sugirió que la obra en su conjunto estaba inspirada en la Sinfonía de cámara n.º 1 de 1906 de Arnold Schönberg.
En 1937, antes de que Britten partiera hacia América, su amigo W. H. Auden inscribió su poema "It's Farewell to the Drawing-room's Civilised Cry" ('Adiós al grito civilizado del salón') en la hoja de una partitura en miniatura de la Sinfonietta. Britten se sintió conmovida por el gesto.